# Вейда Мазереув
Вейда Мазереув (нід. Wijda Mazereeuw, 11 серпня 1953) — нідерландська плавчиня.
Учасниця Олімпійських Ігор 1972, 1976 років.
Призерка Чемпіонату світу з водних видів спорту 1975 року.